# Dan Mazier
Pour les articles homonymes, voir Mazier.
Dan Mazier, né en 1963 ou 1964 à Forrest (en) au Manitoba, est un fermier et homme politique canadien.
Il est député conservateur de la circonscription de Dauphin—Swan River—Neepawa à la Chambre des communes du Canada depuis les élections fédérales canadiennes de 2019.

## Biographie
Né en 1963 ou 1964 à Forrest (en) au Manitoba, Dan Mazier dirige la ferme familiale. Il est président de la Keystone Agricultural Producers (en), la plus grande organisation de politique agricole générale du Manitoba, chargée de représenter les intérêts de tous les agriculteurs du Manitoba. En juillet 2018, il quitte cette présidence pour briguer l'investiture du Parti conservateur du Canada comme candidat dans la circonscription de Dauphin—Swan River—Neepawa lors des prochaines élections fédérales, qu'il gagne le 9 novembre 2018.
Lors des élections du 21 octobre 2019, il remporte le scrutin avec 64,35 % des voix et une majorité de 20 379 voix, et devient député à la Chambre des communes. Il est réélu en 2021 avec 58,99 % des voix et une majorité de 17 040 voix.